# Powerlifting ai Giochi mondiali 2022 - Pesi leggeri maschile
La gara dei pesi leggeri maschili di powerlifting ai Giochi mondiali 2022 si è svolta l'8 luglio  2022 a Birmingham.

## Risultati
| Rank | Atleta             | Nazopme       | Squat | Squat | Squat | Bench press | Bench press | Bench press | Deadlift | Deadlift | Deadlift | Totale peso | Total punti |
| Rank | Atleta             | Nazopme       | 1     | 2     | 3     | 1           | 2           | 3           | 1        | 2        | 3        | Totale peso | Total punti |
| ---- | ------------------ | ------------- | ----- | ----- | ----- | ----------- | ----------- | ----------- | -------- | -------- | -------- | ----------- | ----------- |
|      | Yusuke Satake      | Giappone      | 300.0 | 310.0 | 310.0 | 205.0       | 205.0       | 210.0       | 250.0    | 260.0    | 265.0    | 785.0       | 105.49      |
|      | Tsung-Ting Hsieh   | Taipei cinese | 270.0 | 280.0 | 280.0 | 210.0       | 210.0       | 215.0       | 280.0    | 290.0    | 295.0    | 775.0       | 105.30      |
|      | Hassan El Belghiti | Francia       | 285.0 | 292.5 | 292.5 | 165.0       | 170.0       | 170.0       | 300.0    | 312.5    | 315.0    | 765.0       | 103.36      |
| 4    | Franklin León      | Ecuador       | 270.0 | 280.0 | 290.0 | 170.0       | 170.0       | 180.0       | 230.0    | 240.0    | 250.0    | 720.0       | 103.28      |
| 5    | Eudson Lima        | Brasile       | 255.0 | 265.0 | 272.5 | 167.5       | 172.5       | 182.5       | 265.0    | 275.0    | 317.5    | 720.0       | 97.83       |
| 6    | Eric Oishi         | Brasile       | 275.0 | 275.0 | 275.0 | 170.0       | 177.5       | 187.5       | 245.0    | 255.0    | 315.0    | 707.5       | 95.23       |
| 7    | Fernando Soria     | Brasile       | 250.0 | 265.0 | 270.0 | 160.0       | 167.5       | 167.5       | 225.0    | 235.0    | 240.0    | 670.0       | 90.04       |
| 8    | Paweł Ośmiałowski  | Polonia       | 220.0 | 230.0 | 235.0 | 140.0       | 150.0       | 160.0       | 200.0    | 210.0    | 217.5    | 602.5       | 86.48       |
| 9    | Jacopo Santangelo  | Italia        | 225.0 | 235.0 | 242.5 | 125.0       | 130.0       | 130.0       | 215.0    | 230.0    | 237.5    | 580.0       | 84.55       |
|      | Lin Yi-chun        | Taipei cinese | 270.0 | 280.0 | 285.0 | 185.0       | 185.0       | 185.0       | -        | -        | -        | DSQ         | DSQ         |
|      | Mariusz Grotkowski | Polonia       | 280.0 | 280.0 | 280.0 | 195.0       | 205.0       | 215.0       | 245.0    | 260.0    | 270.0    | DSQ         | DSQ         |